# Tả Thàng
Tả Thàng là một xã thuộc huyện Mường Khương, tỉnh Lào Cai, Việt Nam.

## Địa lý
Xã Tả Thàng nằm ở phía nam của huyện Mường Khương, cách trung tâm huyện lỵ 39 km, có vị trí địa lý:
- Phía đông và phía nam giáp huyện Bắc Hà (ranh giới tự nhiên là sông Chảy)
- Phía tây giáp xã La Pan Tẩn
- Phía bắc giáp các xã La Pan Tẩn, Cao Sơn và huyện Si Ma Cai (ranh giới tự nhiên là sông Chảy).

## Hành chính
Xã Tả Thàng được chia thành 9 thôn: Tả Thàng, Xì Khá Lá, Sú Dí Phìn, Lầu Thí Chải, Bản Phố, Páo Máo Phìn A, Páo Máo Phìn B, Cán Cấu 1, Cán Cấu 2.

## Giao thông
Xã Tả Thàng có đường 154 chạy qua.